# Tutta la verità (programma televisivo)
Tutta la verità è stato un programma televisivo italiano di genere documentaristico e investigativo, composto da film documentari di approfondimento giudiziario, in onda tra il 2018 e il 2019 su Nove . Ideato, scritto e diretto da Cristiano Barbarossa e Fulvio Benelli, si avvale del contributo di numerose registrazioni, intercettazioni e atti giudiziari, con particolare attenzione alle indagini preliminari e al ruolo dei media.

## Puntate
La prima stagione è andata in onda su Nove ad aprile 2018 con due puntate dedicate alla strage di Erba e al delitto di Avetrana. In tale puntata, per la prima volta, la mamma di Sarah Scazzi ha espresso dei dubbi sulla colpevolezza della sorella, Cosima Serrano.
Continuando a seguire i casi, ad agosto del 2018, gli autori del programma segnalano un articolo di Libero - come precisato dal giornale stesso - al titolare del Ministero della giustizia Alfonso Bonafede, in cui si denunciava la distruzione di alcuni reperti della scena del crimine di Erba da parte della Procura di Como, sui quali doveva ancora pronunciarsi la corte suprema di cassazione. Alla segnalazione è seguita un'ispezione del Ministero presso la Procura per l'acquisizione degli atti sulla vicenda. Alcune parti di Tutta la verità sono state riprese e inserite in uno speciale de Le Iene dedicato al caso. Nei giorni successivi all'ispezione del Ministero, Storie maledette di Franca Leosini in una puntata dedicata alla strage di Erba fa più volte riferimento a Tutta la verità.
La seconda stagione del format - scritta e diretta sempre da Barbarossa e Benelli - va in onda su Nove a partire da aprile 2019 con quattro puntate: "Giallo Pantani" dedicata agli aspetti controversi della sospensione dal Giro d'Italia e della morte del campione di ciclismo Marco Pantani, "Il delitto di Garlasco" e in due parti “L'enigma del mostro di Firenze" dedicato appunto alle vicende del mostro di Firenze dal 1968 sino agli ultimissimi sviluppi d'indagine.

## Ascolti

### Prima stagione
| Puntata | Tema                | Prima TV       | Ascolti | Share |
| ------- | ------------------- | -------------- | ------- | ----- |
| 1       | Strage di Erba      | 10 aprile 2018 | 376 000 | 1,60% |
| 2       | Delitto di Avetrana | 26 aprile 2018 | 369 000 | 1,70% |

### Seconda stagione
| Puntata | Tema                                              | Prima TV       | Ascolti TV | Share |
| ------- | ------------------------------------------------- | -------------- | ---------- | ----- |
| 1       | Caso di Marco Pantani                             | 18 aprile 2019 | 347 000    | 1,50% |
| 2       | Delitto di Garlasco                               | 2 maggio 2019  | 349 000    | 1,50% |
| 3       | Mostro di Firenze: i delitti                      | 7 maggio 2019  | 366 000    | 1,50% |
| 4       | Mostro di Firenze: processi e sviluppi successivi | 9 maggio 2019  | 368 000    | 1,60% |